# Ryan ST
La Ryan ST fue una serie de aeronaves monoplano de ala baja biplaza, construida en los Estados Unidos por la Ryan Aeronautical Company. Los varios modelos fueron usados como aviones deportivos, así como entrenadores por las escuelas de vuelo y los militares de varios países.

## Diseño y desarrollo

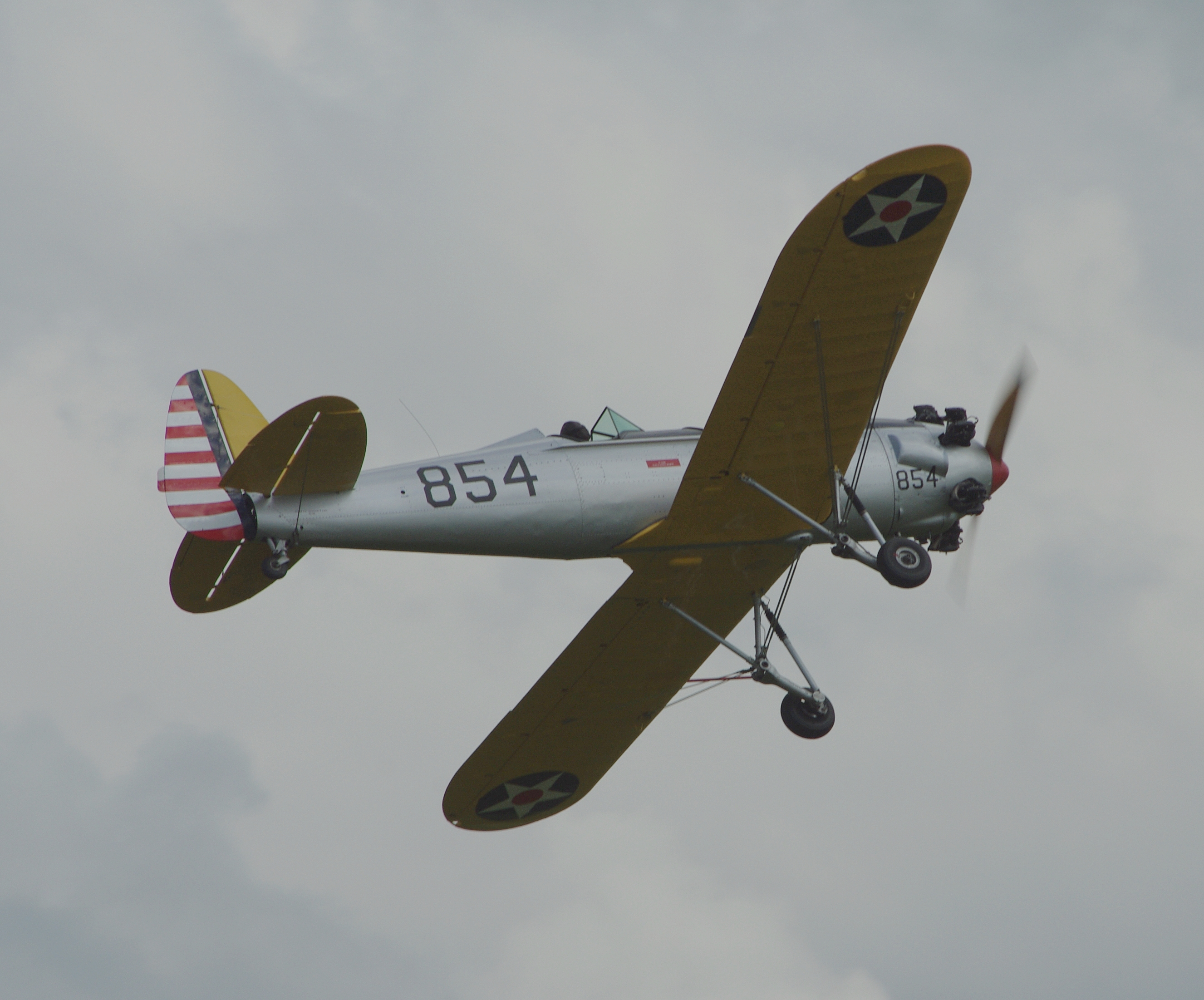
Ryan PT-22 Recruit en Old Warden, 2009.

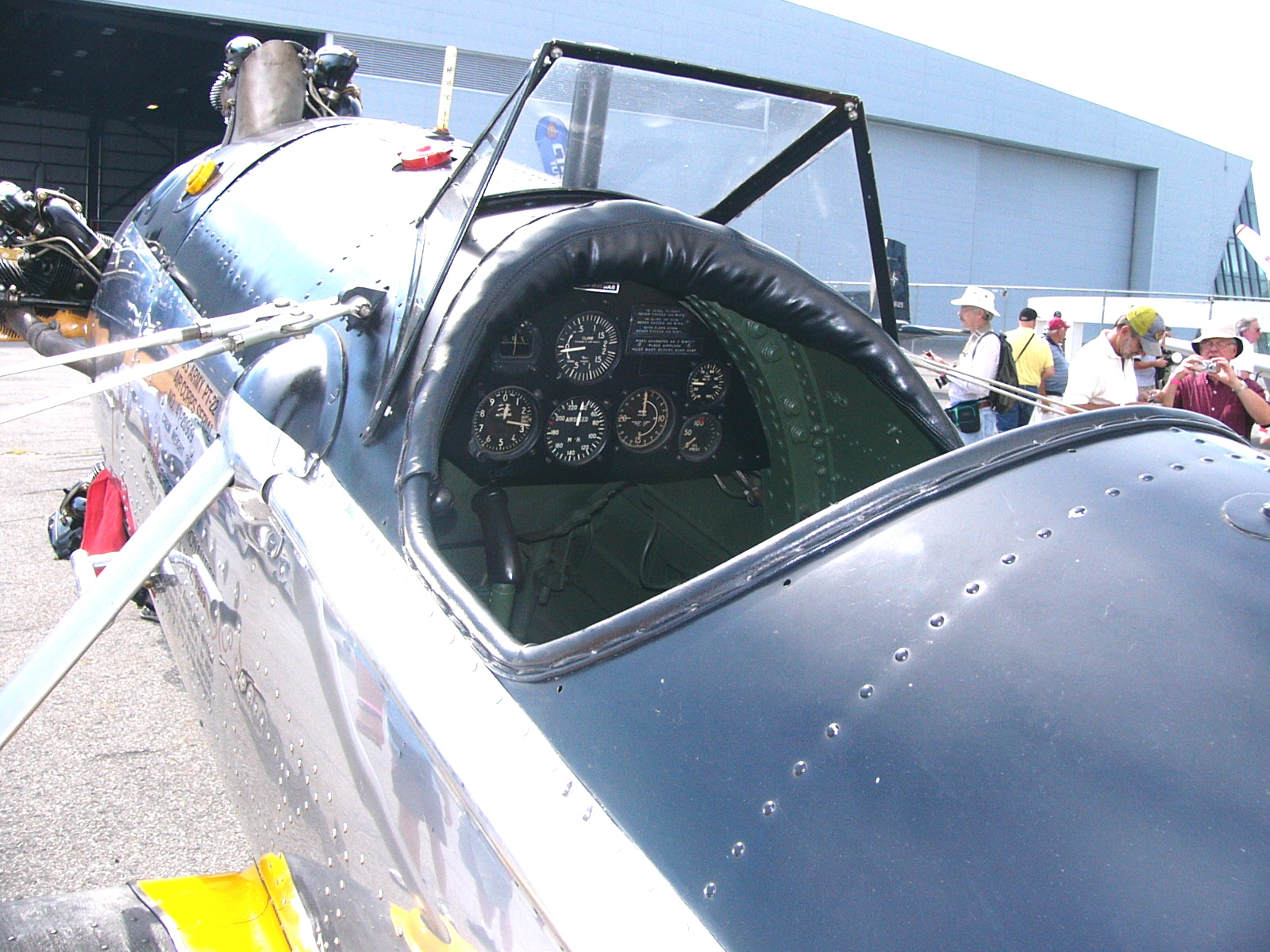
Panel de instrumentos del Ryan PT-22 Recruit.

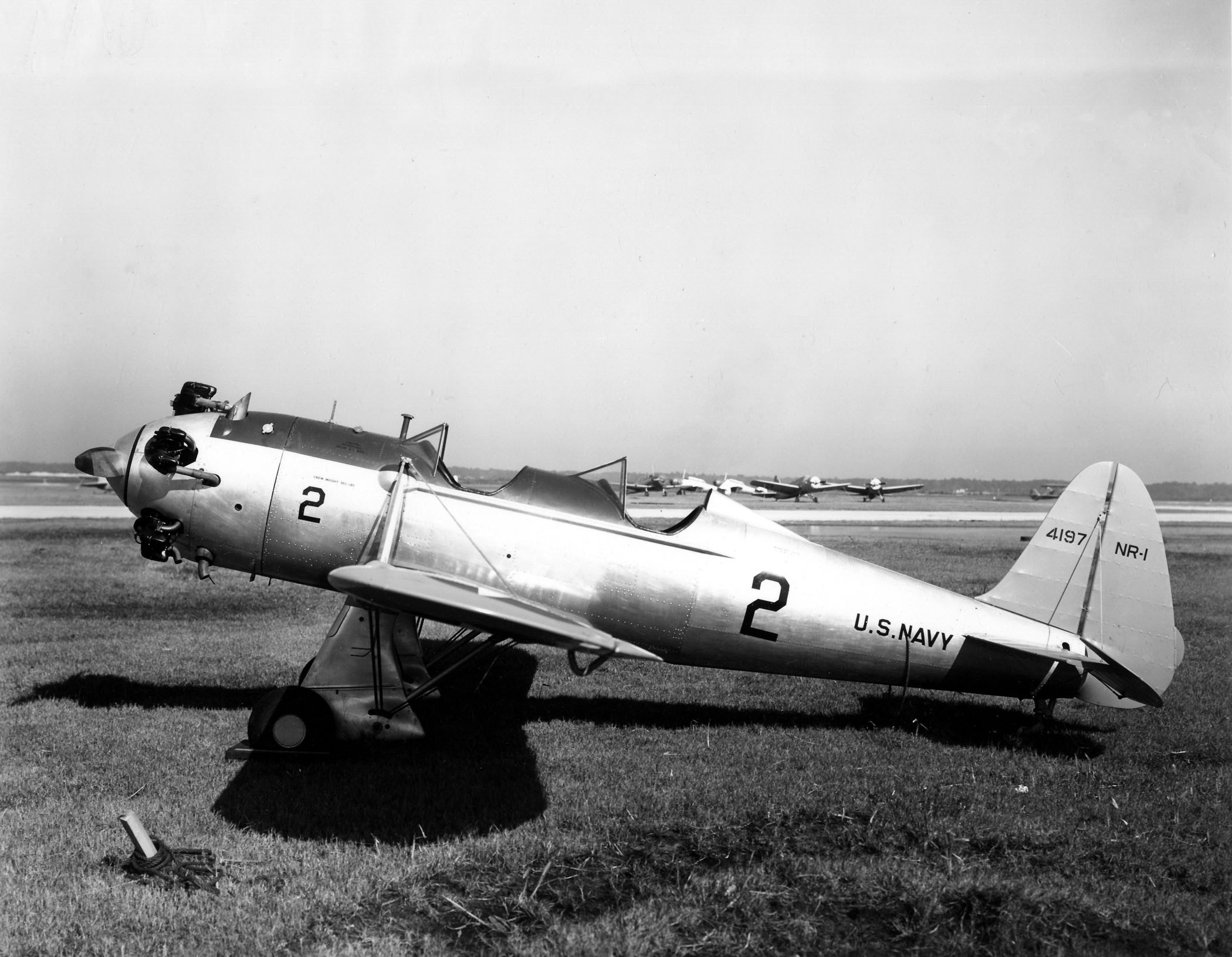
Un Ryan NR-1 de la Armada estadounidense en la NAS Jacksonville, 1942.

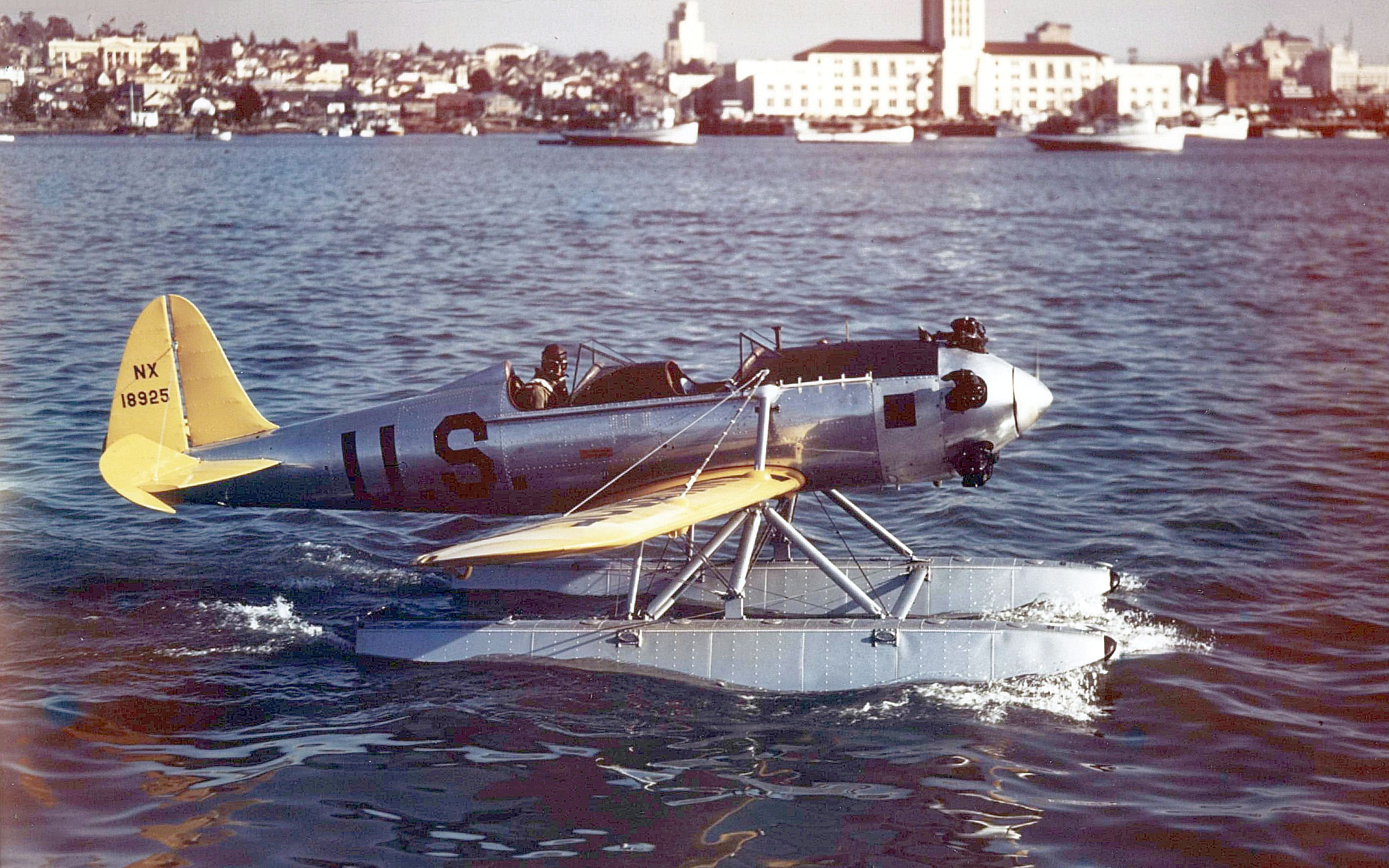
Ryan ST-3 en la bahía de San Diego, alrededor de 1940.

T. Claude Ryan fue el fundador de la Ryan Aeronautical Company, la segunda encarnación de una compañía con este nombre, y la cuarta compañía en la que había estado involucrado que llevase su apellido (la primera, Ryan Airlines, fue la fabricante del Ryan NYP, más conocido como el famoso Spirit of St. Louis). Comenzó el desarrollo del ST (de Sport Trainer (Entrenador Deportivo), y también conocido como S-T), primer diseño de la compañía, en 1933.
El ST presentaba dos cabinas abiertas en tándem en un fuselaje semimonocasco de dos estructuras principales (una de acero, la otra mitad de acero y aleación de aluminio (alclad) al 50 %) para soportar las cargas de los largueros alares y seis estructuras más de alclad; y recubrimiento de alclad. Tenía alas de tres secciones de construcción híbrida; la sección central, que estaba integrada con el fuselaje, tenía largueros de tubo de acero, siendo el larguero frontal un tubo simple con una riostra externa hasta el fuselaje superior, y el larguero trasero en forma de una armadura paralela. Los dos paneles alares externos tenían largueros de madera y costillas de alclad, con barras diagonales arriostrando las alas internamente. Se usaron planchas de alclad para formar los bordes de ataque, y se recubrió toda la estructura de tela. Una vez montadas, las alas externas se arriostraban mediante cables de vuelo al tren de aterrizaje convencional fijo, y con cables de aterrizaje al fuselaje superior.
Se construyeron cinco ST, cada uno propulsado por un motor Menasco B4 de 95 hp, antes de que el siguiente ST-A (A por Acrobático) fuera desarrollado con el más potente motor Menasco C4 de 125 hp. Se produjo un único ST-B, que era un ST-A con un solo asiento y un depósito de combustible extra en donde normalmente estaría la cabina delantera; esta aeronave fue posteriormente devuelta al estándar ST-A. El ST-A fue desarrollado de nuevo en el ST-A Special, con un motor de más potencia Menasco C4-S de 150 hp.
En 1937, el ST-A Special fue desarrollado en una versión militar, la serie STM (también ST-M). Los primeros STM eran virtualmente idénticos a los ST-A Special. El STM-2 fue derivado del STM con cambios que incluían cabinas más anchas para permitir a los pilotos militares meterse y salir llevando paracaídas, larguerillos externos, y provisión para una ametralladora en algunos ejemplares. Las variantes de la serie incluyen la versión monoplaza STM-2P con una ametralladora, entregada a la China Nacionalista; y la STM-S2, que podía ser equipada con tren de aterrizaje o con flotadores EDO Model 1965.
Después del ST-M apareció el ST-3, un sustancial rediseño de 1941, provocado en parte por la poca fiabilidad de los motores Menasco que equipaban a los ST en ese momento. El Cuerpo Aéreo del Ejército de los Estados Unidos (USAAC) había comprado varias docenas de ejemplares ST-M bajo varias designaciones y había hecho que Ryan Aeronautical remotorizara a la mayoría con motores radiales Kinner R-440. El USAAC vio que la modificación sería beneficiosa y solicitó a Ryan Aeronautical que diseñara una variante con este motor como estándar, y con las modificaciones de la célula deseables tras las experiencias en servicio. El ST-3 que resultó presentaba un fuselaje más largo y más circular, sugerido esto por el motor radial circular. Otros cambios incluían un timón revisado, alerones y elevadores equilibrados, y tren de aterrizaje principal reforzado con patas más espaciadas. Los aerodinámicos carenados que recubrían las ruedas principales, encontrados en ese momento en los aviones de la serie ST, también fueron suprimidos. El ST-3 sirvió de base para versiones militares ordenadas por el USAAC y la Armada estadounidense (USN).
El ST-3 dio paso a otro modelo desarrollado en 1941 y principios de 1942, era el ST-3KR (por Kinner Radial). El ST-3KR tenía un más potente motor Kinner R-5 y se convirtió en el modelo definitivo; se construyeron más 1000 ejemplares militares durante la Segunda Guerra Mundial como PT-22 Recruit. La variante final fue la ST-4, que era una versión del ST-3 con fuselaje de madera, desarrollado en caso de que se produjera una carestía de "materiales estratégicos" (metales). Tal carestía no aconteció y el ST-4 no se produjo en masa.
Algunos ejemplares de ST-3 de la Armada estadounidense, los NR-1, fueron convertidos en entrenadores especializados en tierra para enseñar a los cadetes a mover aviones en tierra o después del aterrizaje, y especialmente con viento cruzado. El ala principal fue recortada hasta el tren de aterrizaje; se añadió una pequeña rueda de morro para prevenir capotajes en tierra; también una jaula anti vuelcos entre las cabinas para proteger al piloto y al cadete; y el mando de gases fue modificado para que el motor no pasara de ciertas RPM.
El primer Ryan ST voló por primera vez el 8 de junio de 1934 y la producción comenzó el año siguiente, cuando se entregaron nueve aeronaves. Excepto por 1937 (donde se construyeron 46 aparatos), el régimen de producción se mantuvo bajo durante varios años, alrededor de un avión cada dos semanas. Esto cambió en 1940, cuando las estregas a las fuerzas militares comenzaron en serio; la producción de aquel año fue de casi tres aparatos por semana. La producción total de aeronaves civiles y militares antes de la entrada de los Estados Unidos en la Segunda Guerra Mundial llegaba a 315 unidades. Otros 1253 ejemplares se produjeron en 1942 y 1943, para un total de 1568 aeronaves de todos los modelos.

## Historia operacional
La mayoría de los aviones civiles de la serie ST fue entregada en Estados Unidos, aunque unos pocos fueron exportados a Sudáfrica, Australia y varios países de Latinoamérica. Un ejemplar de ST-A fue comprado por el USAAC en 1939 para su evaluación como XPT-16. Fue seguido por 15 YPT-16, la primera vez que el USAAC había ordenado un entrenador monoplano. Estos fueron los primeros de más de 1000 Ryan ST que sirvieron en el USAAC, su sucesor, las Fuerzas Aéreas del Ejército de los Estados Unidos (USAAF), y la Armada estadounidense (USN).
Una gran cantidad de STM fue exportada en los años 30 y principios de los 40 (antes de la entrada de los Estados Unidos en la Segunda Guerra Mundial) a varias fuerzas aéreas, siendo el mayor cliente las fuerzas armadas de las Indias Orientales Neerlandesas (NEI, actual Indonesia). El Ejército y Armada de las NEI recibieron 84 STM-2 y 24 STM-S2 en 1940 y principios de 1941. Otros 50 STM-2E y STM-2P fueron exportados a la China Nacionalista, mientras que una cantidad de STM fue exportada a Bolivia, Ecuador, Guatemala, Honduras, México y Nicaragua. EL STM fue elegido por las Fuerzas Aéreas sudamericanas por las prestaciones superiores del motor Menasco sobrealimentado en los aeropuertos a gran altura existentes.
Después de la invasión japonesa de las NEI, muchos Ryan en ese país fueron requisados y puestos en servicio, especialmente en tareas de reconocimiento, y una gran cantidad fue derribada o destruida en tierra. Los STM-2 y STM-S2 supervivientes que no fueron capturados por los japoneses fueron embarcados para Australia, donde 34 aparatos entraron en servicio con la Real Fuerza Aérea Australiana como entrenadores. Muchos sobrevivieron hasta el fin de la Segunda Guerra Mundial, siendo luego dados de alta en el registro civil en Australia y otros lugares, y todavía están volando, más de 70 años después de ser construidos.

## Variantes

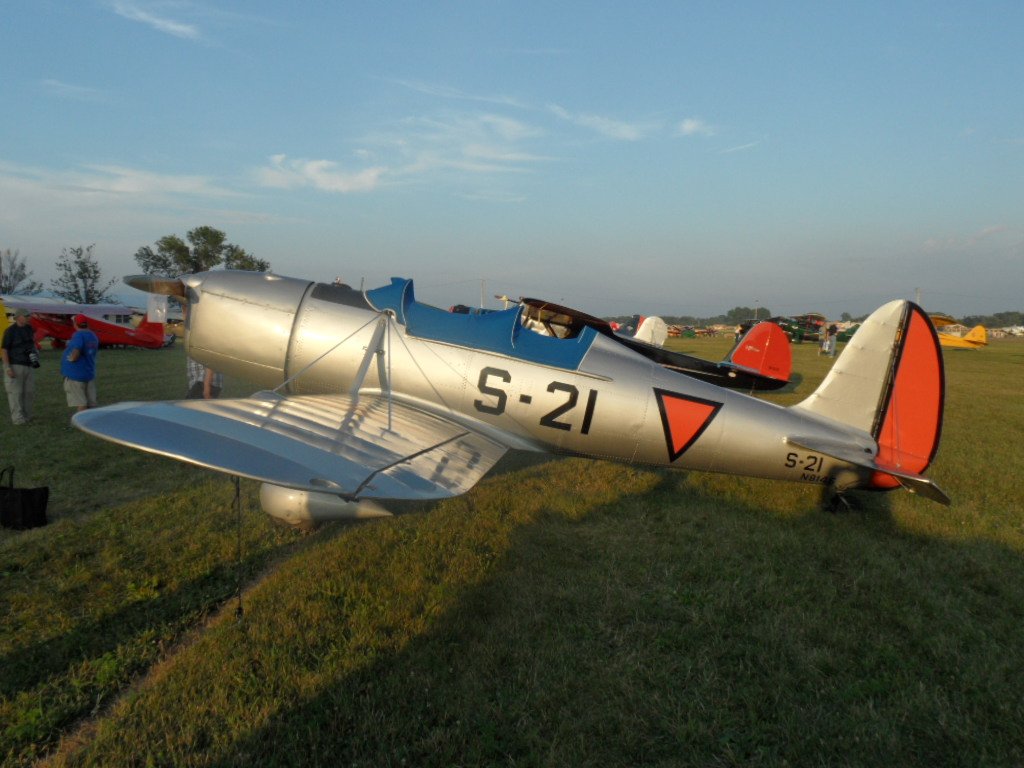
Ryan STM-S2 con los colores de las Indias Orientales Neerlandesas en el AirVenture de 2011.

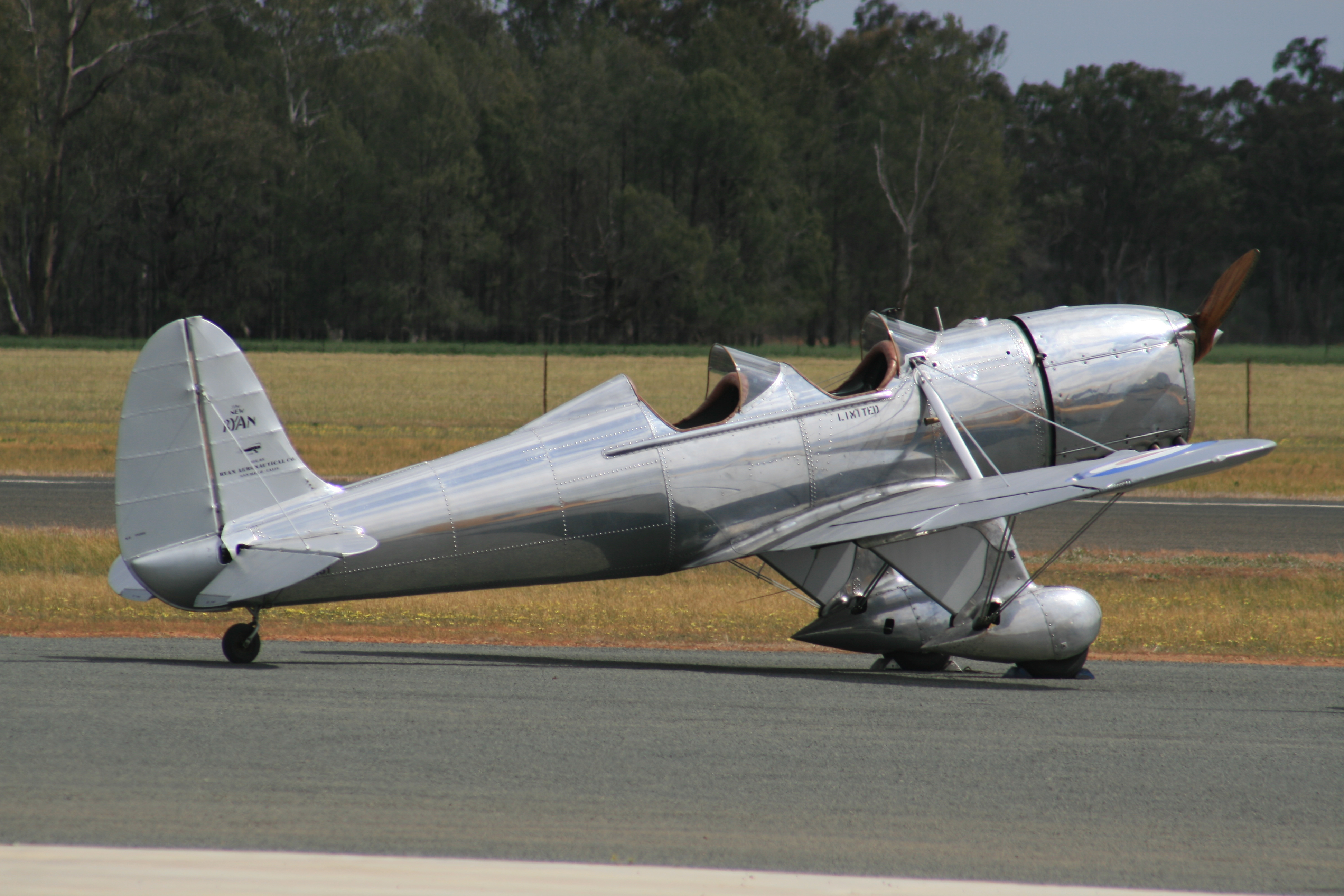
Un Ryan STM-S2 superviviente en Australia, mostrando los huecos mayores de las cabinas y los larguerillos exteriores únicos del STM-2.

### Designaciones el fabricante
ST
Prototipo y primer modelo, equipado con un motor Menasco B4 de 95 hp, cinco construidos.
ST-A
ST mejorado, diseñado para acrobacia, equipado con un motor Menasco C4 de 125 hp, 73 construidos.
ST-A Special
ST-A mejorado, equipado con un motor sobrealimentado Menasco C4S de 150 hp, 10 construidos.
ST-B
Versión monoplaza del ST-A con depósito de combustible extra en el lugar de la cabina delantera; uno construido, más tarde convertido a ST-A.
STM
Versión militar del ST-A Special, algunos con provisión para una ametralladora; 22 construidos para varias fuerzas aéreas sudamericanas.
STM-2
Variante del STM para el Ejército y Armada de las Indias Orientales Neerlandesas, 95 construidos.
STM-2E
Variante del STM entregada a China, equipada con un motor Menasco C4S2 de 165 hp, 48 construidos.
STM-2P
Variante monoplaza del STM-2E con provisión para una ametralladora, también entregada a China, 2 construidos.
STM-S2
Variante del STM-2 con tren de aterrizaje intercambiable de ruedas o flotadores para la Armada de las Indias Orientales Neerlandesas, 13 construidos.
ST-W
Conversiones experimentales, con motor radial Warner Scarab; uno convertido desde un YPT-16 del USAAC con Scarab de 125 hp; uno convertido desde un PT-20A del USAAC con un Super Scarab de 160 hp.
ST-3
Variante con nueva forma del fuselaje y motor radial Kinner B-5 de 125 hp, uno construido.
ST-3KR
Variante del ST-3 con motor radial Kinner R-5 de 160 hp, uno construido.
ST-4
Variante del ST-3 fabricada con fuselaje de madera, uno construido.

### Designaciones militares estadounidenses

#### USAAC/USAAF
PT-16
XPT-16
Un único ST-A comprado por el USAAC para evaluación.
XPT-16A
XPT-16 remotorizado con un radial Kinner R-440 de 125 hp.
YPT-16
Un total de 15 aeronaves similares al ST-M, ordenadas para realizar pruebas de servicio.
PT-16A
14 YPT-16 remotorizados con un Kinner R-440.
PT-20
Versión de producción del PT-16, 30 construidos.
PT-20A
Designación dada a los PT-20 que fueron remotorizados con Kinner R-440.
PT-21
Versión de producción militar del ST-3, 100 construidos.
PT-22 Recruit
Versión de producción militar del ST-3KR con motor Kinner R-540-1; 1048 construidos, incluyendo a los PT-22A.
PT-22A
Designación de 25 ejemplares de ST-3KR construidos para la Fuerza Aérea de las Indias Orientales Neerlandesas, pero no entregados, siendo controlados por las USAAF.
PT-22C
Aeronaves remotorizadas con Kinner R-540-3, 250 aparatos modificados.
YPT-25
Versión militar del ST-4, ordenado para evaluación, cinco construidos.

#### Armada estadounidense (USN)
NR-1
Versión naval de producción del ST-3, 100 construidos.

## Operadores

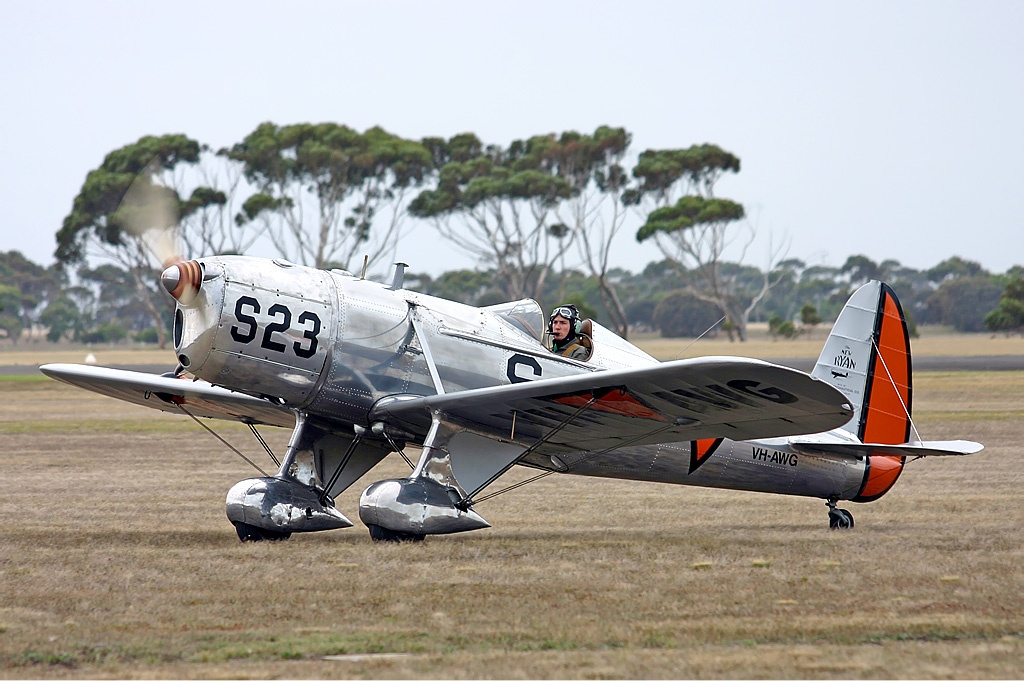
STM-S2 superviviente en Australia (2006).

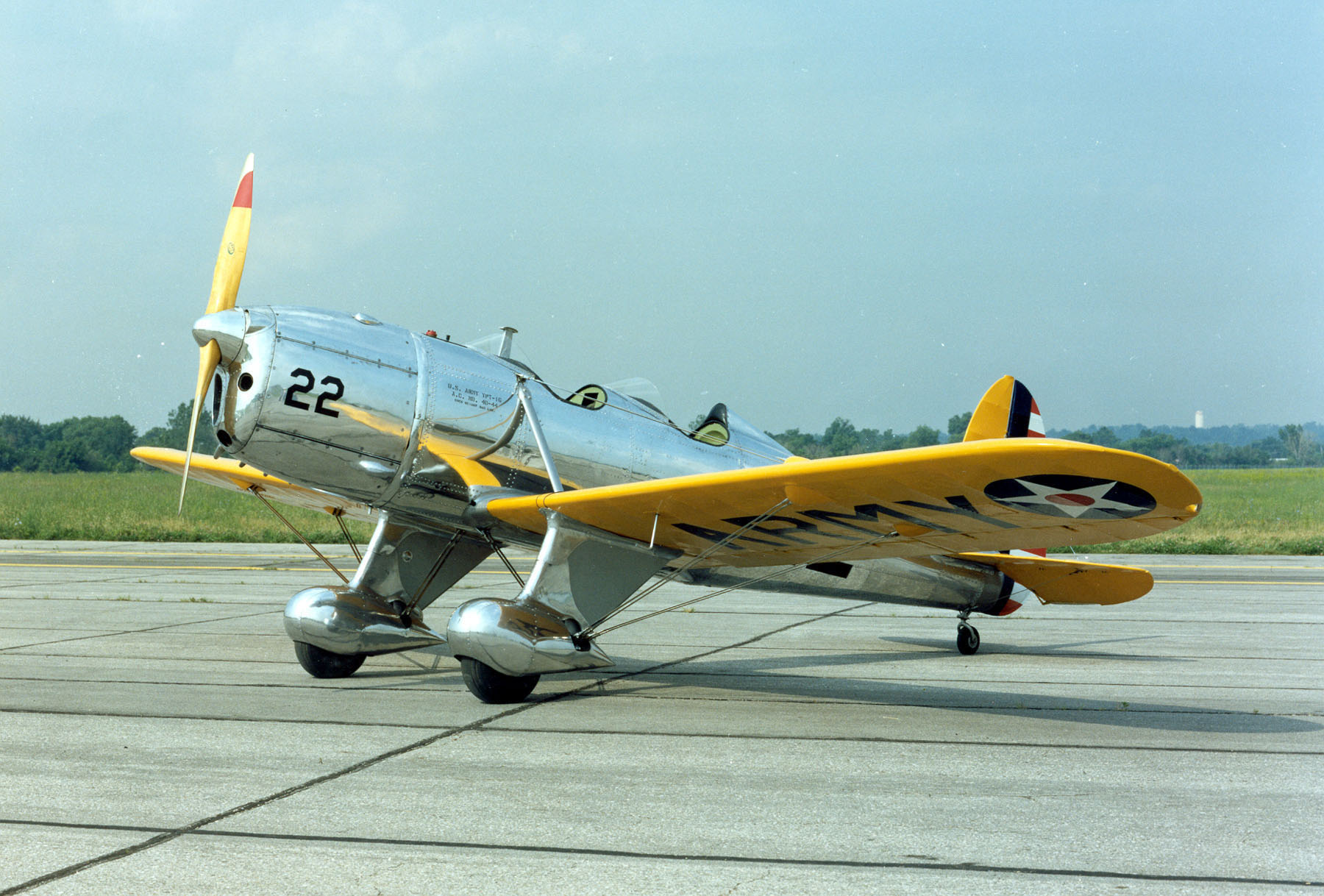
Ryan YPT-16.

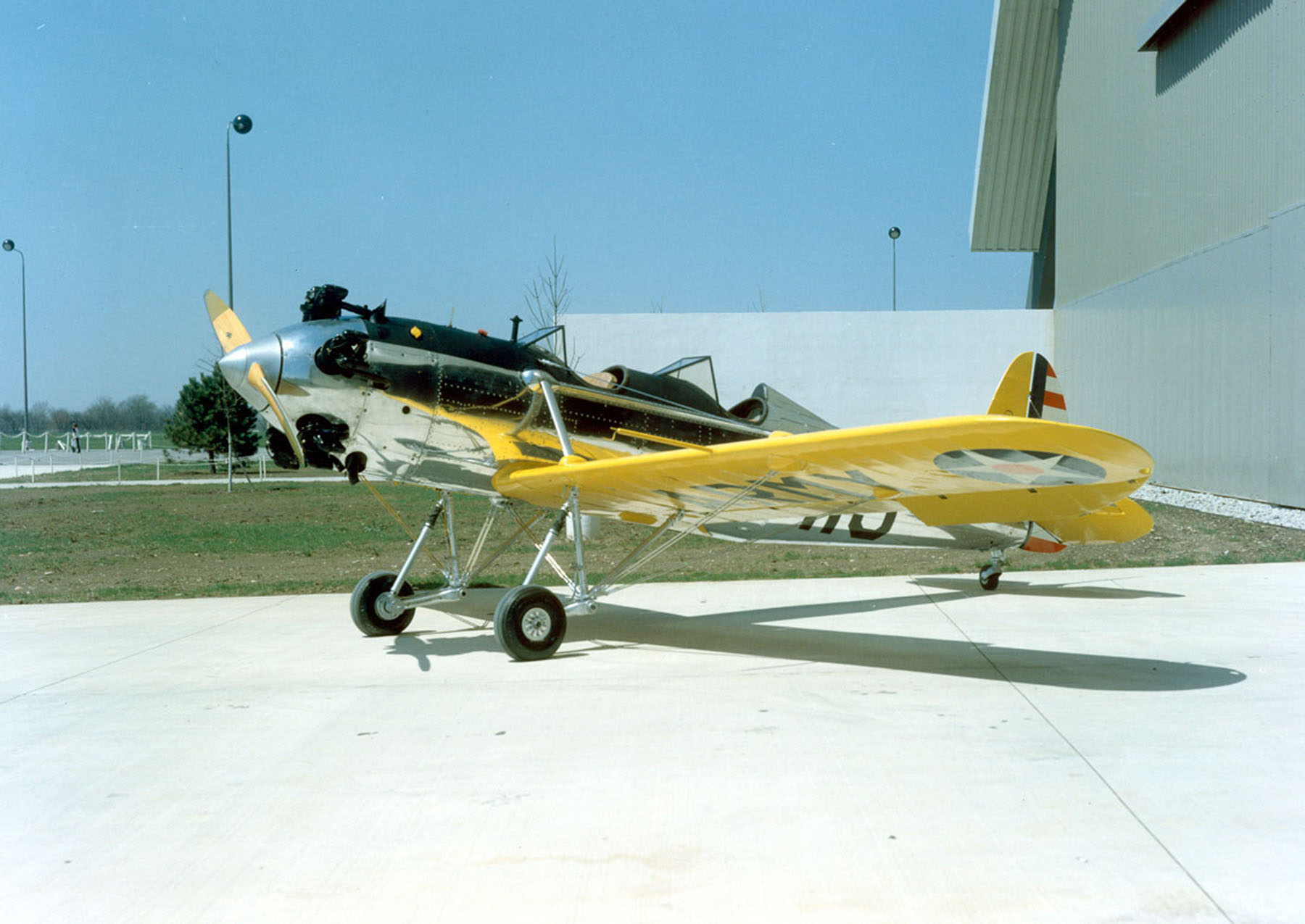
Ryan PT-22 Recruit.

Cifras extraídas del World Air Forces.
 Australia
- Real Fuerza Aérea Australiana: operó 34 ejemplares ex neerlandeses que habían escapado de los japoneses, de 1942 a 1945.

 Bolivia
- Fuerza Aérea Boliviana: operó un ejemplar de 1939 a 1944.

 República de China
- Fuerza Aérea de la República de China: operó 120 ejemplares de 1940 a 1942.

 Ecuador
- Fuerza Aérea Ecuatoriana: operó 10 ejemplares desde 1941.

 Estados Unidos
- Cuerpo Aéreo del Ejército de los Estados Unidos y Fuerzas Aéreas del Ejército de los Estados Unidos: operaron 1224 ejemplares de todas las versiones de 1939 a 1946.
- Armada de los Estados Unidos: operó 100 NR-1 (PT-22) de 1940 a 1944.

 Guatemala
- Fuerza Aérea Guatemalteca: operó 12 ST-A Special de 1938 a 1958.

 Honduras
- Fuerza Aérea Hondureña: operó 3 ST-A Special de 1938 a 1943.

 Indias Orientales Neerlandesas
- Fuerza Aérea de las Indias Orientales Neerlandesas: operó 60 STM-2/STM-S2 de 1940 a 1942.
- Armada de las Indias Orientales Neerlandesas: operó 48 STM-2/STM-S2 de 1941 a 1942.

 Japón
- Servicio Aéreo del Ejército Imperial Japonés: operó un número desconocido de ejemplares capturados a los neerlandeses.

 México
- Fuerza Aérea Mexicana: operó 6 ST-A Special de 1937 a 1947.

 Nicaragua
- Fuerza Aérea Nicaragüense: operó un ST-A Special durante 1938.

 Sudáfrica
- Fuerza Aérea Sudafricana: operó 3 ejemplares desde 1939.

## Supervivientes

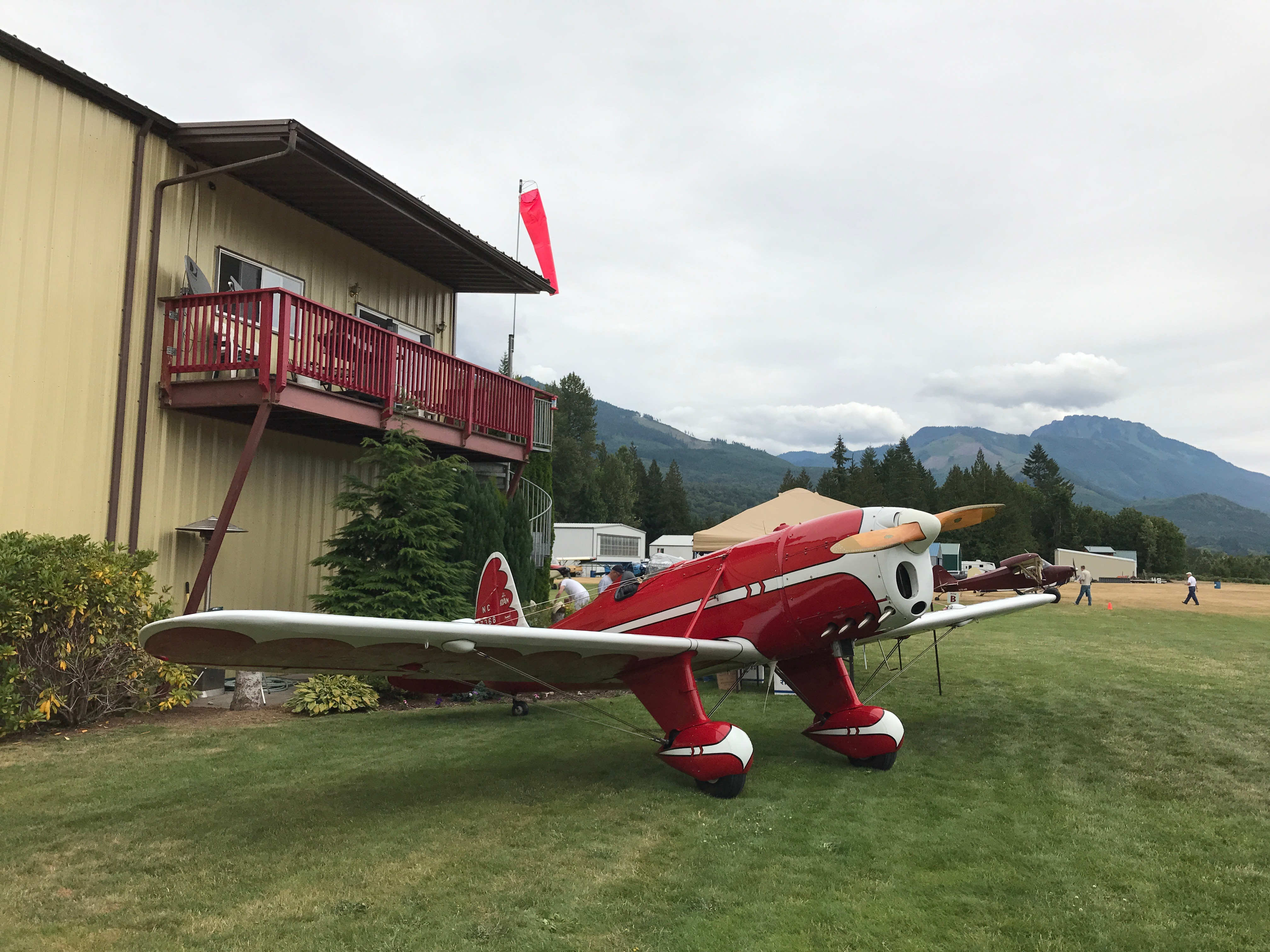
Un ejemplo de Ryan ST-A Special restaurado.

Aún existe una cantidad de aeronaves de la serie Ryan ST. Los supervivientes van de proyectos de restauración en varias etapas de terminación, a preciosos ejemplares restaurados a la condición de vuelo. Hay ejemplares de ST, ST-A, ST-A Special, STM, STM-2 y PT-20. Muchos de estos ejemplares restaurados han tenido que cambiar sus motores Menasco C4 por Menasco D4-87. Este cambio se ha debido a menudo a la escasez de piezas disponibles para el motor C4.

## Especificaciones (ST-A)
Referencia datos: Profile Number 158: The Ryan PT/ST Series

### Características generales
- Tripulación: Uno (piloto)
- Capacidad: Un pasajero
- Longitud: 6,5 m (21,4 ft)
- Envergadura: 9,1 m (29,9 ft)
- Altura: 2,1 m (6,9 ft)
- Superficie alar: 11,5 m² (123,8 ft²)
- Peso vacío: 464 kg (1022,7 lb)
- Peso cargado: 714 kg (1573,7 lb)
- Planta motriz: 1× motor lineal invertido de cuatro cilindros refrigerado por aire Menasco C4.
  - Potencia: 93 kW (128 HP; 126 CV)
- Capacidad de combustible: 91 l

### Rendimiento
- Velocidad máxima operativa (Vno): 240 km/h (149 MPH; 130 kt)
- Velocidad crucero (Vc): 204 km/h (127 MPH; 110 kt)
- Velocidad de entrada en pérdida (Vs): 68 km/h (42 MPH; 37 kt) (con flaps)
- Alcance: 560 km (302 nmi; 348 mi)
- Techo de vuelo: 5300 m (17 388 ft)
- Régimen de ascenso: 6,1 m/s (1201 ft/min)

## Aeronaves relacionadas

### Desarrollos relacionados
- Historical Ryan STA, réplica de construcción amateur del diseño Ryan

### Aeronaves similares
- Fairchild PT-19
- de Havilland Moth Minor
- Miles Magister
- Yakovlev UT-2

### Secuencias de designación
- Secuencia PT-_ (Entrenadores Primarios del USAAC/USAAF, 1925-1948): ← PT-13 - PT-14 - PT-15 - PT-16 - PT-17 - PT-18 - PT-19 - PT-20 - PT-21 - PT-22 - PT-23 - PT-24 - PT-25 - PT-26 - PT-27
- Secuencia N_R (Entrenadores de la Armada estadounidense, 1922-1946 (Ryan, 1948-1962)): NR
- Secuencia A_ (Aeronaves de la RAAF (Serie Dos, 1935-1963)): ← A47 - A48 - A49 - A50 - A51 - A52 - A53 →